# Podogaster rufomaculatus
Podogaster rufomaculatus là một loài tò vò trong họ Ichneumonidae.